# Ryōsuke
Ryōsuke  è un nome proprio di persona giapponese maschile.

## Origine e diffusione
In hiragana è scritto りょうすけ, e viene romanizzato anche come Ryosuke e Ryousuke. Come la maggioranza dei nomi giapponesi, il significato dipende dai kanji che lo compongono: i kanji di ryō possono essere:
- 凌 ("puro", "virtuoso")
- 良 ("buono", "virtuoso", "rispettabile")
- 亮 ("brillante", "splendente", "luce")
- 椋 ("frutto")

mentre quelli di suke (che si ritrovano anche nei nomi Daisuke e Sasuke) possono essere:
- 祐 ("protezione", "intervento divino")
- 介 ("conchiglia" oppure "stare in mezzo")
- 丞 ("assistere", "aiutare", "salvare")
- 輔 ("protettivo", "assistere")

## Onomastico
Nessun santo porta questo nome, che quindi è adespota; l'onomastico si può eventualmente festeggiare in occasione di Ognissanti, il 1º novembre.

## Persone
- Ryōsuke Irie, nuotatore giapponese

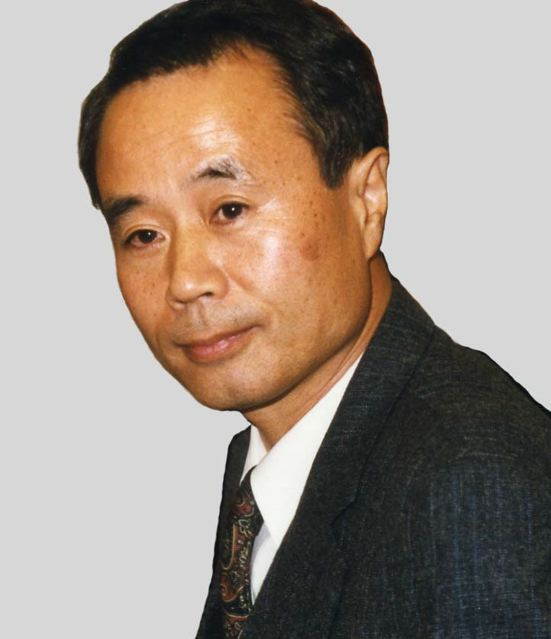
Ryōsuke Ōhashi

- Ryōsuke Matsuoka, calciatore giapponese
- Ryōsuke Ōhashi, filosofo giapponese
- Ryōsuke Okuno, calciatore e allenatore di calcio giapponese
- Ryōsuke Takahashi, regista, sceneggiatore e produttore di anime giapponese
- Ryōsuke Yamada, attore, cantante e ballerino giapponese